# Pampas (Pallasca)
O Distrito peruano de Pampas é um dos onze distritos que formam a Província de Pallasca, situada no Ancash, pertencente a Região Ancash, Peru.

## Transporte
O distrito de Pampas é servido pela seguinte rodovia:
- AN-101, que liga a cidade ao distrito de Pallasca[2][3][4]